# Luis Galarreta
Luis Fernando Galarreta Velarde, né le 12 mars 1971 à Lima, est un homme politique péruvien.

## Biographie
Luis Galarreta est membre du Congrès de la République du Pérou, représentant la métropole de Lima, sous trois législatures consécutives (2006-2011, 2011-2016 et 2016-2020),,. Il préside le Congrès de juillet 2017 à juillet 2018.
Il est membre du parti Force populaire, dont il est secrétaire général depuis 2019, sous la présidence de Keiko Fujimori. Il est le colistier de celle-ci pour la vice-présidence à l’occasion de l’élection présidentielle de 2021.